# Higher Hurdsfield
Higher Hurdsfield – wieś i civil parish w Anglii, w hrabstwie ceremonialnym Cheshire, w dystrykcie (unitary authority) Cheshire East.

## Historia
Hurdsfield było okręgiem administracyjnym (township) w parafii Prestbury, w setni Macclesfield (SJ 9374), które stało się parafią obywatelską (civil parish) w 1866. W 1975 parafia zmieniła nazwę na Higher Hurdsfield (a nazwę Hurdsfield nosi obecnie leżąca niżej, bliżej kolei, dzielnica Macclesfield). Parafia obejmuje wioski Cliff Hill, Commonside, częściowo Higherfence, Higher Hurdsfield i Swanscoe. Liczba ludności wynosiła 582 w 1801, 4016 in 1851, 458 w 1901, i 418 w 1951. Wahania liczby ludności parafii mają także związek z utratą terenów na rzecz miast Macclesfield (1894, 1936) i Bollington (1992).
W planach są kolejne zmiany granic spowodowane próbą ujednolicenia liczby wyborców w okręgach wyborczych. W wyniku zmian okręg wyborczy Higher Hurdsfield byłby połączony z Hazel Grove. Obecnie parafia liczy około 400 domostw.

## Administracja
W latach 1975–2009 Higher Hurdsfield należało administracyjnie do gminy Macclesfield, a po 2009, w wyniku zmiany nazwy jednostki, podlega Cheshire East Council. Z parafią obywatelską w Higher Hurdsfield współpracuje poseł do parlamentu z Macclesfield, David Rutley z Partii Konserwatynej.
Od strony Macclesfield, Higher Hurdsfield zaczyna się za Macclesfield Canal, gdzie ulica Hurdsfield Road zmienia nazwę na Rainow Road, prowadząc do wsi Rainow.
Rejony przy Rainow Road zostały w 1994 nominowane do ochrony konserwatorskiej.

## Edukacja
Od listopada 1808 do 1811 lekcje odbywały się na pobliskich farmach. Pierwsze kazanie nawołujące do utworzenia szkółki niedzielnej wygłoszone zostało 4 czerwca 1809 na Higher Fold Farm. Do roku 1811 było to łącznie 140 dzieci ubogich robotników i chłopów. W 1811 wybudowano budynek szkoły niedzielnej przy obecnej Rainow Road, rozbudowany w 1833. W budynku znajduje się lista 113 uczniów, którzy walczyli w I wojnie światowej, z których 10 poniosło śmierć. Budynek jest obecnie siedzibą parafii cywilnej Higher Hurdsfield, a najbliższe szkoły podstawowe znajdują się w Macclesfield w dzielnicy Hurdsfield oraz w oddalonej o 2 mile wsi Rainow.

## Kościoły
Kościoły obsługujące Higher Hurdsfield to (w kolejności historycznej):
- parafia anglikańska St Peter's Church, w Prestbury
- od 1835 parafia anglikańska na rynku w Macclesfield: St Michael and All Angels Church
- od 1839 parafia anglikańska w Hurdsfield: Holy Trinity
- zbudowana w 1841 kaplica metodystów przy Waterloo Street (obecnie siedziba firmy). Księgi chrztów z lat 1878–1965 i ślubów z lat 1960–65 znajdują się w Cheshire Record Office.
- zbudowana w 1865 kaplica metodystów przy Rainow Road[2].

## Dojazd
Do Higher Hurdsfield można z Macclesfield dojść pieszo (ok. 35 minut) lub dojechać autobusami linii 60 i 64.